# Franca Falcucci
Franca Falcucci (Roma, 22 marzo 1926 – Roma, 4 settembre 2014) è stata una politica italiana, senatrice per la Democrazia Cristiana per sei legislature e ministro della pubblica istruzione dal 1982 al 1987.

## Biografia
Figlia di un cassiere del Credito Fondiario, nel 1944 entrò nella Democrazia Cristiana e successivamente si laureò in scienze politiche all'Università di Firenze (ebbe come compagno di corso Giovanni Spadolini). Nel primo dopoguerra lavorò nella CGIL unitaria e nel 1947 fu eletta nel comitato femminile sindacale; nel 1948, dopo la rottura sindacale, militò nel Movimento femminile democristiano.
Tra il 1950 e il 1958 fu “incaricata” delle giovani democristiane e diresse la rivista Donna e società. Fino al 1964 fu vice delegata nazionale del Movimento femminile assieme a Maria Eletta Martini e dal 1964 al 1967 delegata nazionale del Movimento femminile. Dal 1954 al 1959 fu vice segretaria della DC durante la segreteria Fanfani e dirigente dell’organizzazione europea delle donne democristiane.
Svolse la professione di insegnante di storia e filosofia nelle scuole superiori, carriera che interruppe nel 1968, anno in cui venne eletta al Senato con la Democrazia Cristiana. Sarà sempre riconfermata nelle successive elezioni, rimanendo a Palazzo Madama fino al 1992.

### Indagine sulla disabilità nella scuola
Nel 1974 il Ministero della pubblica istruzione incaricò Franca Falcucci di presiedere una commissione che aveva il compito di svolgere un'indagine nazionale sui "problemi degli alunni handicappati".
Il Documento Falcucci (1975) che ne risultò fu il più avanzato elaborato riguardante il problema della disabilità a livello europeo e internazionale in quanto auspicava e promuoveva un nuovo modo di concepire e attuare la scuola. Secondo quanto scritto all'interno del Documento, la scuola "proprio perché deve rapportare l'azione educativa alle potenzialità di ogni allievo, appare la struttura più appropriata per far superare le condizioni di emarginazione in cui altrimenti sarebbero condannati i bambini handicappati".
I portatori di handicap sono i "minori che in seguito a evento morboso o traumatico intervenuto in epoca pre-peri-post natale presentino una menomazione delle proprie condizioni fisiche, psichiche e/o sensoriali, che li mettano in difficoltà di apprendimento o di relazione". Il progetto educativo delineato predilige il tempo pieno inteso come "successione organica ed unitaria di diversi momenti educativi programmati e condotti unitariamente dal gruppo degli operatori scolastici (...) aperto anche ad agenti culturali esterni alla scuola, di ricerca e di esperienza personale e di gruppo, di attività socializzante".

### Ministro della pubblica istruzione
È stata ministra della pubblica istruzione dal 1982 al 1987, prima donna a ricoprire la carica di tale ministero e seconda donna a diventare ministro dopo Tina Anselmi. Nel 1985 promosse l'introduzione del Piano Nazionale Informatica. Il 3 dicembre 1986 la Camera dei deputati respinse con 234 voti a favore e 327 contrari una mozione di sfiducia nei suoi confronti presentata da Partito Comunista Italiano, Democrazia Proletaria, Sinistra Indipendente e Partito Radicale per aver stipulato un'intesa con la Conferenza Episcopale Italiana che inserì l'insegnamento della religione cattolica nelle scuole pubbliche nell'orario scolastico obbligatorio all'insaputa del Parlamento. Fu insignita dell'Ordine della Minerva dall'Università degli Studi "Gabriele d'Annunzio".

### Attività successiva
All'inizio degli anni novanta, con la segreteria di Mino Martinazzoli, fu direttrice dell'archivio storico dello Scudo Crociato. Dopo lo scioglimento del partito aderì al Partito Popolare Italiano.